# NGC 3248
NGC 3248 (również PGC 30776 lub UGC 5669) – galaktyka soczewkowata (S0), znajdująca się w gwiazdozbiorze Lwa. Odkrył ją William Herschel 10 kwietnia 1785 roku.